# پائولو پیترانجلی
پائولو پیترانجلی (به ایتالیایی: Paolo Pietrangeli) (۲۹ آوریل ۱۹۴۵ – ۲۲ نوامبر ۲۰۲۱) کارگردان فیلم، بازیگر، فیلم‌نامه‌نویس و خواننده اهل ایتالیا بود.
از فیلم‌هایی که وی در آن نقش داشته‌است می‌توان به من او را خوب می‌شناختم اشاره کرد.